# Kaštanovo
Kaštanovo, ukrajinsky Каштаново dříve Каштанове, maďarsky Vadastanya, je vesnice, část obce Šom, v kosonské venkovské územní komunitě (hromadě), v okrese Berehovo, v Zakarpatské oblasti Ukrajiny. V roce 2001 zde žilo 262 obyvatel.
Vesnice byla založena v roce 1926, v období, kdy Zakarpatská oblast byla součástí Československa. Pravoslavný kostel je novodobý.